# Duomitus ceramicus
Duomitus ceramicus là một loài côn trùng trong họ Cossidae. Loài này được Walker miêu tả khoa học đầu tiên năm 1865.
Đây là loài gây hại của cây Tectona grandis, phát triển phổ biến ở Thái Lan.